# Município de Carroll (Ohio)
Localização do Ohio nos E.U.A.
O município de Carroll (em inglês: Carroll Township) é um local localizado no condado de Ottawa no estado estadounidense de Ohio. No ano 2010 tinha uma população de 2135 habitantes e uma densidade populacional de 11,67 pessoas por km².

## Geografia
O município de Carroll encontra-se localizado nas coordenadas 41° 36′ 23″ N, 83° 06′ 13″ O. Segundo o Departamento do Censo dos Estados Unidos, o município tem uma superfície total de 182.88 km², da qual 87,25 km² correspondem a terra firme e (52,29 %) 95,63 km² é água.

## Demografia
Segundo o censo de 2010, tinha 2135 pessoas residindo no município de Carroll. A densidade de população era de 11,67 hab./km².